# ストーリーヴィル・レコード
ストーリーヴィル・レコード（Storyville Records）は、デンマークのコペンハーゲンに本拠を置く国際的なレコード会社およびレーベルで、ジャズとブルースの音楽を専門としている。ストーリーヴィル・レコードは、オリジナルのマテリアルに加えて、かつてパラマウント・レコード、アメリカン・ミュージック・レコード、およびサウスランド・レコードなどのレーベルから登場した多くのビンテージ・ジャズ・レコーディングを再発した。多くのストーリーヴィルのレコードが日本でプレスされた。

## 略歴
ストーリーヴィル・レコードは、コペンハーゲンの電話会社で働いていたデンマークのジャズ・レコード・コレクターであるカール・エミール・クヌーセン (Karl Emil Knudsen)によって、1950年代に設立された。歓楽街であるニューオーリンズのストーリーヴィルにちなんで名付けられ、常にジャズとブルースに重点を置いてきた。
レーベルの最初のリリースとなったのは、マー・レイニー、クラレンス・ウィリアムス・ブルース・ファイヴ、ジェイムス・P・ジョンソンをフィーチャーした78rpmのリイシュー盤であった。ストーリーヴィルはすぐに、ケン・コリアズ・ジャズ・メンをはじめ、クリス・バーバー、モンティ・サンシャイン、ロニー・ドネガンらイギリスのグループのオリジナル・レコーディングをリリースした。
クヌーセンは、1953年にコリア・バンドをブッキングしたコペンハーゲンのコンサート会場であるストーリーヴィル・クラブの共同創設者でもあった。このバンドは、デンマーク滞在中にクリス・アルバートンによってレコーディングされた。これらのパフォーマンスは、レーベルのオリジナル・マテリアルによる最初のリリースとなり、ストーリーヴィルのカタログに残っている。現在、カタログにはさまざまなジャンルのジャズが含まれている。また、ビデオ・リリースを含めて拡大し、傘下のジャズメディア (JazzMedia)の下で、書籍やディスコグラフィも提供している。
カール・エミール・クヌーセンが2003年9月5日に亡くなったとき、会社はアンダース・ステファンセンの下で機能をし続けたが、2005年にデンマークで最も古い音楽出版社であるエディション・ウィルヘルム・ハンセン（現在のワイズ・ミュージック・グループ）に買収された。

## アーティスト
| - ルイ・アームストロング (Louis Armstrong) - シャーキー・ボナノ (Sharkey Bonano) - パパ・ブエ (Papa Bue) - マイルス・デイヴィス (Miles Davis) - ケニー・ドリュー (Kenny Drew) - デューク・エリントン (Duke Ellington) - スタン・ゲッツ (Stan Getz) - デクスター・ゴードン (Dexter Gordon) - コールマン・ホーキンス (Coleman Hawkins) - ウディ・ハーマン (Woody Herman) - アール・ハインズ (Earl Hines) - ビリー・ホリデイ (Billie Holiday) - クリント・ヒューストン (Clint Houston) - ジーン・クルーパ (Gene Krupa) - ジョージ・ルイス (George Lewis) - ヴィンセント・二ルソン (Vincent Nilsson) - セロニアス・モンク (Thelonious Monk) - チャーリー・パーカー (Charlie Parker) - スタッフ・スミス (Stuff Smith) - ラルフ・サットン (Ralph Sutton) - アート・テイタム (Art Tatum) - ジャック・ティーガーデン (Jack Teagarden) - チャールス・タイラー (Charles Tyler) - リー・ワイリー (Lee Wiley) - レスター・ヤング (Lester Young) | - ビッグ・ビル・ブルーンジー (Big Bill Broonzy) - エディ・クリアウォーター (Eddy Clearwater) - ジミー・ドーキンス (Jimmy Dawkins) - チャンピオン・ジャック・デュプリー (Champion Jack Dupree) - スヌークス・イーグリン (Snooks Eaglin) - ロバート・ビッグ・モジョ・エレム (Robert "Big Mojo" Elem) - ロニー・ジョンスン (Lonnie Johnson) - マジック・スリム (Magic Slim) - メンフィス・スリム (Memphis Slim) - オーティス・スパン (Otis Spann) - ビッグ・ジョー・ウィリアムス (Big Joe Williams) - サニー・ボーイ・ウィリアムスン (Sonny Boy Williamson) |

## 参照
- レコード会社一覧